# Nelsonia (animal)
Nelsonia és un género de roedores perteneciente a la familia de los cricétidos.
Las dos especies de este género son endémicas de la zona central de México. Tienen una longitud de 12–13 cm y una cola de 11–13 cm. El pelaje, suave, es de color marrón grisáceo en el dorso, rojo claro en los lados y blanco en el vientre y las patas. El nombre genérico Nelsonia fue elegido en honor al naturalista y Etnólogo estadounidense Edward William Nelson.

## Especies
El género Nelsonia se compone de las siguientes especies:
- Nelsonia goldmani
- Nelsonia neotomodon